# Laccosternus grouvellei
Laccosternus grouvellei es una especie de coleóptero adéfago perteneciente a la familia Dytiscidae. Es la única especie del género Laccosternus.